# Masaaki Higašiguči
Masaaki Higašiguči (japonsky 東口 順昭, * 12. května 1986) je japonský fotbalista.

## Reprezentační kariéra
Poprvé do národního týmu povolal kouč japonské reprezentace Vahid Halihodžić Higašigučiho 23. července 2015. S japonskou reprezentací se zúčastnil Mistrovství Asie ve fotbale 2015. Debutoval v zápasu proti Číně, který skončil remízou 1–1.

## Statistiky
| Japonsko | Japonsko | Japonsko |
| Roky     | Záp.     | Góly     |
| -------- | -------- | -------- |
| 2015     | 1        | 0        |
| 2016     | 1        | 0        |
| 2017     | 2        | 0        |
| 2018     | 3        | 0        |
| 2019     | 1        | 0        |
| Celkem   | 8        | 0        |